# Daeodon
Daeodon is een geslacht van uitgestorven evenhoevigen uit de familie Entelodontidae. Dit dier leefde omstreeks van 29 tot 16 miljoen jaar geleden, tijdens de tijdvakken Oligoceen en Mioceen, in Noord-Amerika. Dit dier is geëvolueerd uit Entelodon, een roofdier dat eigenschappen bezat die leken op die van hedendaagse varkens en beren. Daeodon ontstond doordat het klimaat begon te veranderen, het werd kouder, de entelodont reageerde daarop door groter te worden. Hoewel niet gespecificeerd in Edward Drinker Cope's oorspronkelijke beschrijving, komt de naam Daeodon van de Griekse woorden daios, wat 'vijandig' of 'vreselijk' betekent en odon, wat 'tanden' betekent.

## Kenmerken
Daeodon was de grootste vertegenwoordiger van de Entelodontidae. Dit dier had met een schouderhoogte van twee meter en een gewicht van een ton het formaat van een hedendaagse neushoorn of bizon, maar zijn hersenen hadden slechts de grootte van een sinaasappel. Daeodon was in het bezit van een robuust lichaam, een grote kop (circa een meter) en krachtige kaken met grote slagtanden. De lange slanke poten met aan het uiteinde twee hoeven stonden schril contrast met de rest van het lichaam.
Bekende volwassen individuen hadden schedels van ongeveer negentig centimeter lang en waren ongeveer 1,77 meter lang bij de schouders. Het onderscheidt zich van andere entelodonten door een reeks unieke tandtechnische kenmerken, de vorm en de relatief kleine omvang van de jukbeenranden van zijn schedel in vergelijking met die van Archaeotherium, de kleine omvang van zijn kinknobbel, evenals kenmerken van zijn carpus en tarsus en de samensmelting van de botten van het onderbeen. Net als andere entelodonten, waren de ledematen lang en slank met de botten van het voorbeen samengesmolten en met slechts twee tenen aan elke voet. Het had ook een relatief licht geconstrueerde nek voor de grootte van zijn hoofd, waarvan het gewicht meestal werd ondersteund door spieren en pezen bevestigd aan de lange stekels van de borstwervels, vergelijkbaar met die van de moderne bizon en witte neushoorn.

## Leefwijze
Daeodon was een alleseter en planten en aas vormden waarschijnlijk het belangrijkste deel van het voedsel. Tandafdrukken op beenderen van de onevenhoevige Moropus op bepaalde fossiellocaties bevestigen het feit dat vlees een belangrijk onderdeel vormde van het voedselpatroon. Of Daeodon ook een actieve jager was, is niet bekend.

## Classificatie
Het geslacht Daeodon werd opgericht door de Amerikaanse anatoom en paleontoloog Edward Drinker Cope in 1878. Hij classificeerde het als een perissodactyl en dacht dat het nauw verwant was aan Menodus. Deze classificatie bleef bestaan tot de beschrijving van Elotherium calkinsi in 1905, een zeer vergelijkbaar en veel completer dier uit dezelfde rotsen, dat door Peterson onmiddellijk als een soort Daeodon werd aangewezen (1909). Dit leidde tot de herclassificatie van Daeodon als lid van de familie Entelodontidae. De exacte verwantschappen tussen Daeodon en andere entelodonten worden niet goed begrepen, sommige auteurs (Lucas et al., 1998) beschouwen de grotere morfologische overeenkomst van Daeodon met Paraentelodon in plaats van met eerdere Noord-Amerikaanse entelodonten, zoals Archaeotherium, als bewijs voor Daeodon als afstammeling van een late Oligocene immigratie van grote Aziatische entelodonten naar Noord-Amerika. Het bestaan van verschillende exemplaren van Archoetherium met kenmerken die doen denken aan die aanwezig zijn in zowel Paraentelodon als Daeodon, roept echter de mogelijkheid op dat beide geslachten daadwerkelijk afstammen van een Noord-Amerikaanse gemeenschappelijke voorouder.

## Soorten
De typesoort van Daeodon is D. shohonensis, die is gebaseerd op een fragment van een onderkaak uit de John Day Formation van Oregon. Verschillende andere soorten werden in de daaropvolgende decennia aan het geslacht toegewezen, zoals D. calkinsi, D. mento en D. minor. Sinds 1945 werd gesuggereerd dat twee andere taxa eigenlijk jongere synoniemen van Daeodon waren, maar de formalisering van deze verwijzing vond pas plaats na het werk van Lucas et al. (1998). Ammodon leidyanum, genoemd door Cope's rivaal, Othniel Charles Marsh en Dinohyus hollandi, een compleet skelet uit de Agate Springs-steengroeve van Nebraska, bleken niet van elkaar te onderscheiden en waren op hun beurt niet te onderscheiden van D. shoshonensis. Met uitzondering van D. calkinsi, die voorlopig werd uitgesloten van Daeodon, werden de andere eerder erkende soorten Daeodon ook gesynchroniseerd met D. shoshonensis. In datzelfde jaar werd een obscure entelodont, Boochoerus humerosum, ook synoniem met Daeodon door Foss en Fremd (1998) en, hoewel de status als een afzonderlijke soort werd behouden, merkten ze op dat de verschillen nog steeds kunnen worden toegeschreven aan individuele of populatievariatie of seksueel dimorfisme.